# Bremanger
61°50′26″N 4°58′52″Ø / 61.84056°N 4.98111°Ø
Bremanger er en kommune ved Norges kyst i Vestland. Den grænser i øst op til Gloppen og i syd op til Flora. Nord for Nordfjord og Fåfjorden ligger kommunerne Vågsøy og Eid.
Bremanger er kendt for Hornelen (860 moh.) som er Europas højeste havklippe, og for det enorme helleristningsfelt Vingenfeltet, med mindst 2.000 figurer det næst største i Norge. Feltet blev opdaget, da Kristian Bing i 1910 hørte Abraham Honnskår beskrive "nogle dyr aftegnet i et bjerg". Her fandt Bing de første helleristninger med vejdekunst i Norge. Nyere forskning tidsfæster ristningerne fra 5000-4000 f.Kr. Især er hjorte et populært motiv. Sandsynligvis har stenalderfolket drevet hjortene ud for afgrundene ved Vingepollen; denne form for jagt skal have været benyttet i bygden til ud på 1800-tallet.
I 1912 fik Bing offentliggjort sine fund, og dermed åbnet Vingen for arkæologien. Stedet ligger meget afsides, uden vejforbindelse. I 1980 blev Vingen landskabsværneområde oprettet. Fra 1996 er feltet integreret i Riksantikvarens nationale bjergkunstprojekt.

## Steder
- Svelgen – største landsby med 1.200 indbyggere. Her ligger Elkem Bremanger.
- Kalvåg – på øen Frøya med 570 indbyggere. Kendt for et godt bevaret havnehusmiljø og turisme.
- Hauge – landsby på øen Bremangerlandet. Er centrum for egnen omkring Bremangerpollen.
- Berle – landsby på øen Bremangerlandet med omkring 120 indbyggere.
- Rugsund
- Davik
- Ålfoten

## Personer fra Bremanger
- Nikolai Astrup († 1928), kunstmaler, voksede op i Jølster, født i Bremanger[4]
- Arvid Eikevik, kunstmaler († 2015)[5][6]
- Heidi Grande Røys (1967–), politiker, regeringsmedlem